# Зъпър
„Зъпър“ (на османски турски: ظيبير; на турски: Zıpır, в превод налудничав, палав) е османски вестник, излизал в Солун, Османската империя от август 1908 година.
Вестникът е сатиричен седмичник. Започва да излиза след реформите на младотурския режим.